# كأس ألمانيا 1999–2000
كأس ألمانيا 1999–2000 (بالألمانية: DFB-Pokal 1999/2000)‏ هو الموسم 57 من كأس ألمانيا. أشرف على تنظيمه اتحاد ألمانيا لكرة القدم، وكان عدد الأندية المشاركة فيه 73، وفاز فيه بايرن ميونخ.